# بوبي مورغان
بوبي مورغان (بالإنجليزية: Bobby Morgan)‏ هو لاعب كرة قاعدة أمريكي، ولد في 29 يونيو 1926 في أوكلاهوما سيتي في الولايات المتحدة.

## وصلات خارجية
- بوبي مورغان على موقع دوري كرة القاعدة الرئيسي (الإنجليزية)
- بوبي مورغان على موقعبيزبول رفرنس.كوم (الدوري الرئيسي) (الإنجليزية)
- بوبي مورغان على موقعبيزبول رفرنس.كوم (الدوري الثانوي) (الإنجليزية)
- بوبي مورغان على موقع إي إس بي إن.كوم (أم.أل.بي) (الإنجليزية)
- بوبي مورغان على موقع مشجعي الرسوم البيانية (الإنجليزية)